# Spit It Out (Slipknot)
Spit It Out è un singolo del gruppo musicale statunitense Slipknot, pubblicato il 19 settembre 2000 come secondo estratto dal primo album in studio Slipknot.

## Video musicale
Il videoclip, diretto da Chris Jordan e Robert Piser, trae ispirazione dal film Shining (1980). I componenti del gruppo fanno la loro comparsa per sostituire personaggi fondamentali nel film: i ruoli di Jack e Wendy Torrance vengono rispettivamente assunti da Corey Taylor e da Jim Root, Paul Gray prende il ruolo di Harry Drewett, mentre Chris Fehn e Shawn Crahan quello delle bambine fantasma; Joey Jordison e Craig Jones interpretano rispettivamente i ruoli di Danny Torrance e di Mr. Halloran, Mick Thomson il barista fantasma e infine Sid Wilson la donna morta nella vasca.

## Tracce
CD promozionale (Europa)
1. Spit It Out (Audio Track) – 2:39
2. Spit It Out (Video Track) – 2:57

CD promozionale (Stati Uniti)
1. Spit It Out (Edit) – 2:40
2. Call-Out Hook – 0:12

CD singolo (Europa)
1. Spit It Out – 2:41
2. Surfacing (Live) – 3:46
3. Wait and Bleed (Live) – 2:45
4. Spit It Out (Video) – 3:02

7" (Stati Uniti)
- Lato A

1. Spit It Out – 2:41

- Lato B

1. Surfacing (Live) – 3:46

## Formazione
Gruppo
- (#8) Corey – voce
- (#7) Mick – chitarra
- (#0) Sid – giradischi
- (#6) Shawn – percussioni, cori
- (#2) Paul – basso, cori
- (#1) Joey – batteria
- (#3) Chris – percussioni, cori
- (#4) James – chitarra
- (#5) Craig – campionatore

Produzione
- Slipknot – produzione
- Joey Jordison – missaggio
- Chuck Johnson – ingegneria del suono
  - Secondo ingegnere: Rob Agnello
- Sean McMahon – missaggio
- Eddy Schreyer – mastering presso gli Oasis Mastering, Studio City, California

## Classifiche
| Classifica (2000)          | Posizione massima |
| -------------------------- | ----------------- |
| Regno Unito                | 28                |
| Regno Unito (rock & metal) | 1                 |